# تولاتا
تولاتا (به لاتین: Tulata) یک منطقهٔ مسکونی در روسیه است که در استان آستراخان واقع شده‌است.